# شبكة ميكروبية غذائية
يشير مصطلح الشبكة الميكروبية الغذائية إلى مجمل التفاعلات الغذائية التي تتم داخل الميكروبات في بيئات مائية. وتشمل هذه الميكروبات كلاً من الفيروسات والبكتيريا، والطحالب، والطلائعيات الغيرية (مثل الهدبيات والسوطيات).
وفي البيئات المائية، تبني الميكروبات أساس الشبكة الغذائية. وبشكل عام، تعد الكائنات ضوئية التكوين أحادية الخلية، مثل الدياتومات والزراقم، أكثر الكائنات الأساسية إنتاجًا في منطقة البحر المفتوح. فالكثير من هذه الخلايا، وخصوصًا الزراقم، تكون متناهية الصغر، فلا تستطيع صغار القشريات ويرقات العوائق الإمساك بها والتهامها. ولكن تستطيع الطلائعيات البلعمية أن تتغذى على تلك الخلايا، والتي تلتهم أيضا بواسطة الكائنات الأكبر حجمًا. تستطيع الفيروسات اختراق الخلايا البكتيرية المفتوحة (والمعروفة أيضًا باسم العوالق النباتية) (ولكن بشكلٍ أقل) و تصيبها بالعدوى. ولذلك، تعمل الفيروسات في الشبكة الغذائية الميكروبية على تقليل البكتيريا، وإنتاج الجسيمات والكربون العضوي الذائب (DOC) عن طريق حل الخلايا البكتيرية. ويمكن أيضًا إنتاج الكربون العضوي الذائب في البيئة من خلال خلايا الطحالب. ومن أسباب إنتاج العوائق النباتية للكربون العضوي الذائب ما يسمى "النمو غير المتوازن"، والذي يحدث عندما تكون المغذيات الأساسية (مثل النيتروجين والفسفور) محدودة. ولذلك، لا يستخدم الكربون الناتج عن عملية البناء الضوئي في بناء البروتينات (ونمو الخلية التالي)، ولكنه محدود بسبب نقص المغذيات اللازمة للجزيئات الضخمة. ثم تُطلَق نواتج البناء الضوئية الزائدة أو الكربون العضوي الذائب، أو يتم ترشيحها.
يشير مصطلح الحلقة الميكروبية إلى المسار الموجود في الشبكة الغذائية الميكروبية، والذي يعود فيه الكربون العضوي المُذاب إلى مستويات غذائية أعلى عن طريق الاندماج في الكتلة الحيوية البكتيرية.